# Willingham by Stow
Willingham by Stow lub Willingham – wieś i civil parish w Anglii, w hrabstwie Lincolnshire, w dystrykcie West Lindsey. Leży 17 km na północny zachód od Lincoln i 208 km na północ od Londynu.
W 2011 roku civil parish liczyła 488 mieszkańców. Willingham jest wspomniana w Domesday Book (1086) jako Welingeham/Wilingeham.